# Grijalva (rivier)
De Grijalva is de langste rivier in het zuidoosten van Mexico. De Grijalva stroomt door de staten Chiapas en Tabasco.
De rivier ontspringt in Guatemala op de flanken van de vulkaan Tacaná, niet ver van Huehuetenango. In Chiapas bevinden zich een aantal van de grootste stuwdammen van Mexico: La Angostura, het Nezahualcoyotlstuwmeer en het Manuel M. Torres Stuwmeer. Samen voorzien deze stuwmeren in 23% van de Mexicaanse energieproductie. Ook de kloof van de Cañón del Sumidero bevindt zich in de loop van de rivier.
De Grijalva is genoemd naar Juan de Grijalva, de eerste Europeaan die de rivier ontdekte. De grootste steden aan de rivier zijn Chiapa de Corzo, Tuxtla Gutiérrez en Villahermosa.